# Philipp Lieser
Philipp Lieser (* 17. November 1989 in Bonn) ist ein ehemaliger deutscher Basketballspieler.

## Laufbahn
Der Sohn von Entwicklungshelfern wuchs in mehreren afrikanischen Ländern (hauptsächlich Tunesien) und in Berlin auf. Er spielte in der Nachwuchsabteilung der BG Zehlendorf. 2006 folgte der Wechsel zum ASC 1846 Göttingen, 2009 schloss er sich der BG Karlsruhe aus der 2. Bundesliga ProA an.
Zwischen 2010 und 2012 spielte Lieser an der Central Washington University. Er bestritt insgesamt 37 Spiele in der zweiten Division der NCAA und erzielte im Schnitt 3,1 Punkte für die Auswahl der Uni aus Ellensburg (Bundesstaat Washington).
2012 wurde Lieser vom Bundesligaverein Mitteldeutscher BC verpflichtet. Er kam in sechs Erstliga-Partien zum Einsatz und bilanzierte insgesamt sechs Punkte, während er vornehmlich für die Partnervereine des MBC, die BG Bitterfeld-Sandersdorf-Wolfen in der 2. Bundesliga ProB sowie später für die Aschersleben Tigers BC in der 1. Regionalliga, auflief.
2013 wechselte Lieser zu den Dresden Titans in die ProB und blieb drei Spielzeiten in der sächsischen Stadt. Er bekleidete das Amt des Mannschaftskapitäns und trug 2015/16 zum Erreichen des Playoff-Halbfinals bei.
Im Vorfeld der Saison 2016/17 wurde er vom ehemaligen Quakenbrücker Bundesligisten Artland Dragons (inzwischen in der ProB) verpflichtet. Im Sommer 2018 nahm er ein Angebot von Regionalliga-Aufsteiger Baskets Wolmirstedt an. Aufgrund der Unterbrechung der Regionalliga-Saison wegen der Coronavirus-Pandemie musste er mit Wolmirstedt lange pausieren, Ende Januar 2021 schloss er sich mit mehreren Mannschaftskollegen der SG Lützel-Post Koblenz (2. Bundesliga ProB) an. In den Aufstiegsspielen zur 2. Bundesliga ProB im Juni 2021 stand er wieder für Wolmirstedt auf dem Feld, ihm gelang als Kapitän mit der Mannschaft der Sprung in die dritthöchste deutsche Spielklasse. Im Sommer 2022 zog sich Lieser aus dem Leistungssport zurück.